# Leine-Heide-Radweg
Der Leine-Heide-Radweg ist ein Radfernweg in Deutschland, der mit einer Gesamtlänge von 410 km durch die Bundesländer Thüringen, Niedersachsen und Hamburg führt. Bis 2009 hieß der Radweg Leine-Radweg und endete nördlich der Mündung der Leine in die Aller in Hodenhagen.

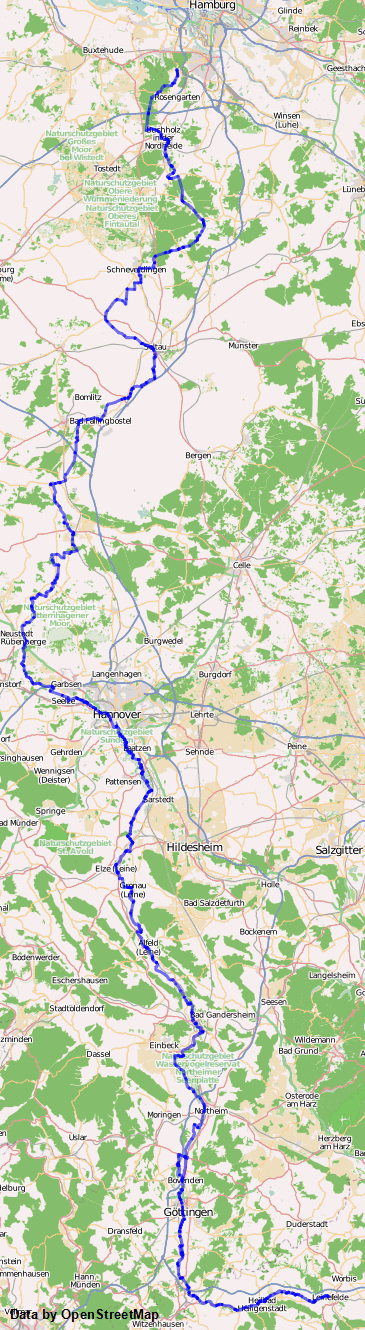
Strecke des Radwegs auf OpenStreetMap

## Kurzbeschreibung
Startpunkt des Radfernweges ist Leinefelde (Thüringen), Endpunkt ist Hamburg. Dabei führt er u. a. über folgende Orte: Heiligenstadt, Göttingen, Northeim, Einbeck, Kreiensen, Freden (Leine) Alfeld, Gronau, Sarstedt, Hannover, Neustadt am Rübenberge, Schwarmstedt, Walsrode, Soltau, Schneverdingen und Buchholz in der Nordheide.

## Verlauf
Der Leine-Heide-Radweg beginnt an der Leinequelle bei Leinefelde im thüringischen Eichsfeld und endet in Ehestorf an der Hamburger Landesgrenze. Er folgt dem Verlauf der Leine, meistens im Abstand von wenigen hundert Metern, an einigen Abschnitten führt er auch direkt den Fluss entlang. Dadurch ist der Weg arm an Steigungen. Nach Mündung der Leine in die Aller folgt die Route dem Verlauf der Aller und biegt dann bei Ahlden nach Osten ab. Nach Überquerung der Aller verläuft die Route durch die Lüneburger Heide bis nach Ehestorf an der Hamburger Landesgrenze. Ab hier gibt es die Möglichkeit, dem Radfernweg Hamburg–Bremen zum Hamburger Hauptbahnhof zu folgen.

### Strecke
Der detaillierte Streckenverlauf ist auf OpenStreetMap bzw. Waymarked Trails eingezeichnet.

## Landschaft und Sehenswürdigkeiten
Der Leine-Heide-Radweg verbindet die Mittelgebirgslandschaft des Leineberglandes mit der Lüneburger Heide und der Hansestadt Hamburg.

### Leinebergland und Leinetal
Der Weg beginnt im Süden an der Leinequelle bei Leinefelde im thüringischen Eichsfeld. Bewaldete Höhenrücken, Streuobstwiesen und kleinere Städte mit zum Teil historischer Bausubstanz prägen diese tausendjährige Kulturlandschaft.
Die Route durch die leicht hügelige Flusslandschaft quert die ehemalige innerdeutsche Grenze beim Rittergut Besenhausen und führt zum Grenzdurchgangslager Friedland. Rund 20 km weiter nördlich erreicht der Weg die Universitätsstadt Göttingen mit zahlreichen Sehenswürdigkeiten. Die Burg Plesse bei Bovenden bietet einen weiten Blick vom Turm.
Hinter der Fachwerkstadt Northeim beginnt die Northeimer Seenplatte mit dem Europäischen Vogelschutzgebiet und dem Vogelbeobachtungsturm bei Hollenstedt. Kurz danach erreicht der Weg Salzderhelden mit der Heldenburg. Das nahegelegene Stadtzentrum Einbecks weist am Marktplatz zahlreiche sehr gut erhaltene und reich verzierte Fachwerkhäuser wie das Eickesche Haus auf sowie ein Fahrradmuseum und das Motorrad- und Automobil-Museum PS-Speicher. Zwischen Kreiensen und Freden (Leine) kommt man am Pumpspeicherkraftwerk Erzhausen vorbei und hat einen schönen Blick auf den Selter mit seinen Klippen. Auch die Fachwerkstädte Alfeld und Gronau zwischen den Sieben Bergen liegen am Weg. Im Fagus-Werk in Alfeld, von Walter Gropius im Bauhaus-Stil gestaltet, können wechselnde Ausstellungen besucht werden. Von der Samtgemeinde Freden (Leine) führen Radwege zum Skulpturenweg Lamspringe–Bad Gandersheim und nach Hildesheim. Weiter nördlich schließt sich die waldreiche Region bei Hildesheim an. Auch hier bieten sich immer wieder Ausblicke ins Leinetal.
Etwas weiter nördlich wird das Schloss Marienburg, Mitte des 19. Jahrhunderts im neugotischen Stil erbaut, sichtbar. Die Route führt danach weiter in das Norddeutsche Tiefland durch die Leineaue nach Hannover.

### Norddeutsches Tiefland und Lüneburger Heide
Im weiteren Verlauf geht es vorbei am Naturpark Steinhuder Meer und durch die von Wiesen, Wald und Mooren geprägte Flusslandschaft des Aller-Leinetals. In Bothmer und Ahlden liegen Schlösser am Wegesrand.
In der Lüneburger Heide wechseln Felder, Wiesen und kleine Waldbereiche mit den für diese Landschaft typischen Heideflächen ab. Der Weg passiert Walsrode, Soltau und bekannte Heideorte wie Schneverdingen oder Wilsede. Das Ziel der Route ist schließlich die Hansestadt Hamburg. Ab Ehestorf bei der Landesgrenze zu Hamburg hört die ansonsten gute Beschilderung komplett auf. Die letzten 19 km von Ehestorf zum Hamburger Hauptbahnhof soll man dem Radfernweg Hamburg–Bremen folgen.

## Verkehrsanbindung
Auf der gesamten Strecke verläuft eine Bahnlinie fast durchgehend mehr oder weniger parallel zur Route, so dass ein Zugang in vielen Orten möglich ist. Auch mit dem PKW ist ein Einstieg in den Weg überall bequem erreichbar.
Zwischen Einbeck und Kreiensen verlaufen der Leine-Heide-Radweg und der Europaradwanderweg R1 mehrere Kilometer auf identischer Strecke.

## Beschaffenheit des Weges
Der Fahrbahnbelag wechselt häufiger zwischen Asphalt in unterschiedlichen Zuständen, Betonplatten, mit unterschiedlichem Material gepflasterten Abschnitten und Schotter, aber auch unbefestigten, teilweise sandigen Abschnitten in Feld und Wald. Der Weg ist in größeren Abschnitten für Rennräder ungeeignet. Nördlich und südlich des Stadtgebietes von Hannover finden sich unbefestigte Streckenabschnitte, die bereits bei trockener Fahrbahn nur mit geringer Geschwindigkeit befahren werden können, sofern keine Mountainbikes benutzt werden, und bei nasser Fahrbahn mit dem Fahrrad praktisch unpassierbar sind.

## Bilder vom Radweg

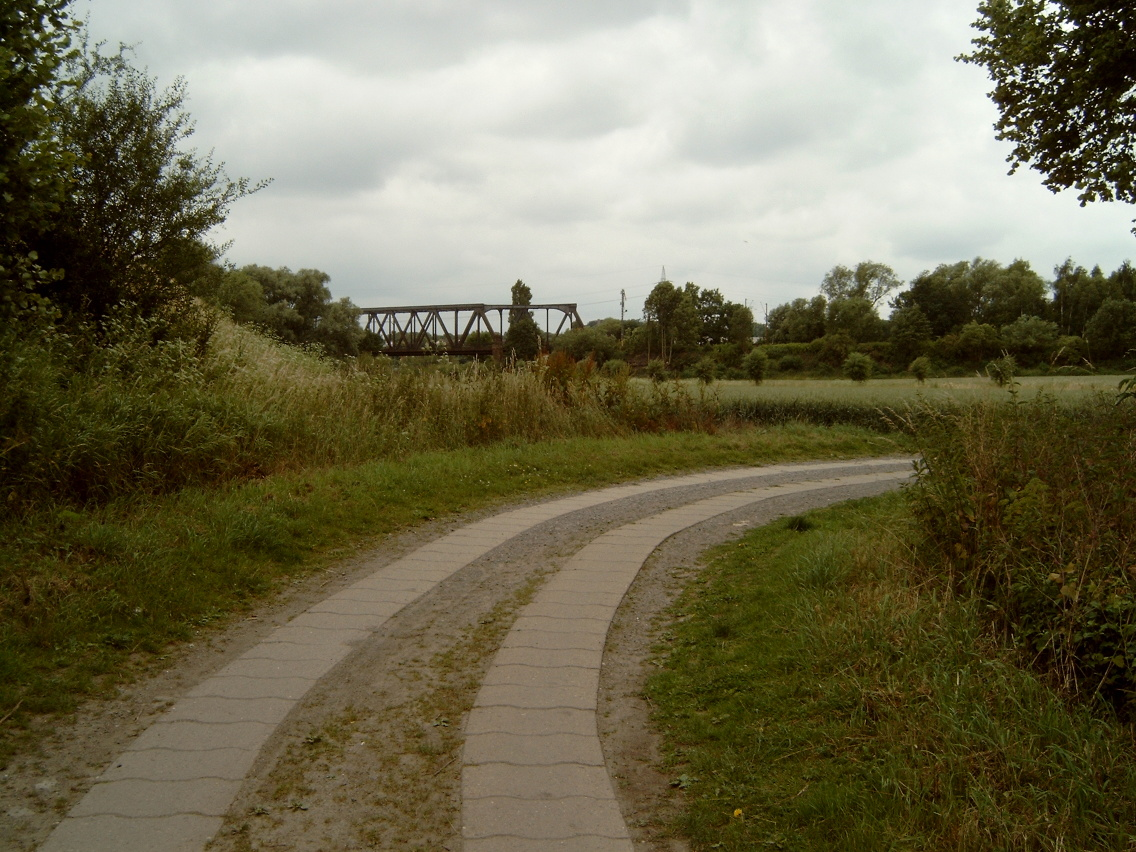
Zwischen Hannover und Letter; Weg mit Betonplattenspuren
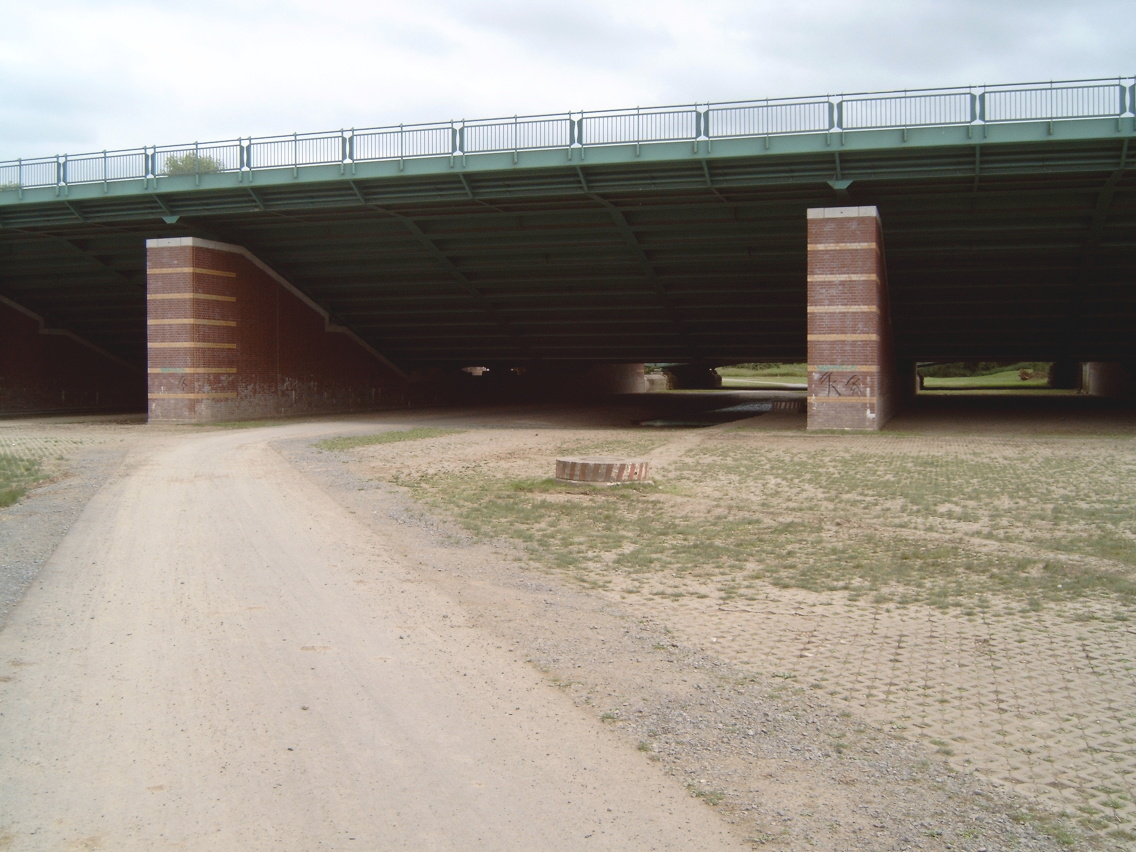
Unterquerung des Mittellandkanals bei Garbsen
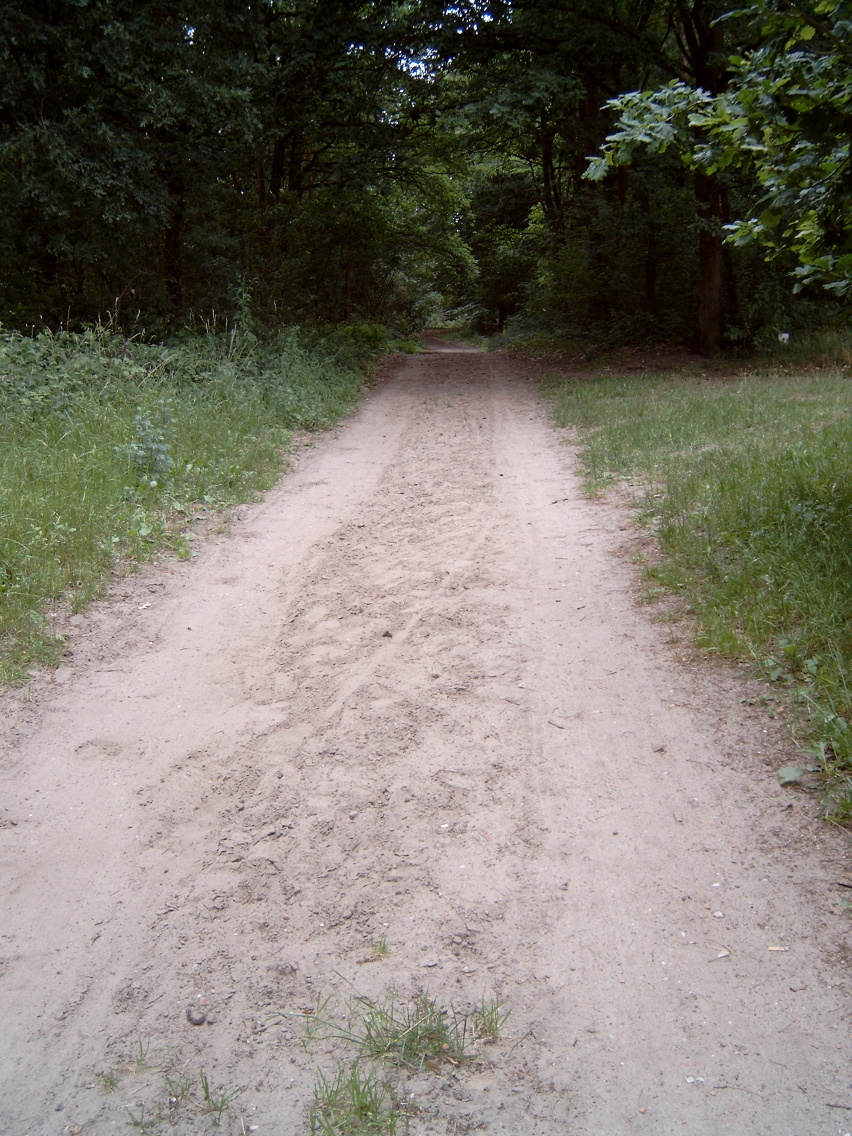
Zwischen Schloß Ricklingen und Bordenau; unbefestigter, sandiger Weg